# 莊汝揚
莊汝揚，字瑞翰，廣東惠州府海丰县坊廓都（今陆丰市潭西镇东山乡）人，清朝政治人物。同進士出身。
康熙五十四年年，登乙未（1715年）科第三甲第8名进士，授吏部观政。